# シュラクサイのアンティオコス
アンティオコス（希：Ἀντίοχος, ラテン文字表記：Antiochos、紀元前5世紀、生没年不明）は、シケリア島（マグナ・グラエキア）のシュラクサイ生まれの古代ギリシアの歴史家である。
アンティオコスはクセノファネスの子であり、紀元前423年頃に生きており、したがってトゥキュディデスの同時代人でペロポネソス戦争期の人であったとされる。彼の生涯については何も分かっていないが、彼の歴史書は正確さのために古代人によって非常に高く評価されていた。彼はシケリアの歴史を扱った歴史書とイタリアの歴史を扱った歴史書を著した。前者はシカノス人の王コラロスの治世から紀元前425年ないし紀元前424年までを扱い、パウサニアス、アレクサンドリアのクレメンス、そしてテオドレトスが利用している。後者はストラボン、ハリカルナッソスのディオニュシオスによって非常に頻繁に参照されている。